# Saint-Suaire
Suaires de Turin, de Compiègne, de Besançon, de Cadouin, de Lierre, d'Oviedo...
Pour les articles homonymes, voir Suaire.
Ne doit pas être confondu avec Sainte Tunique.

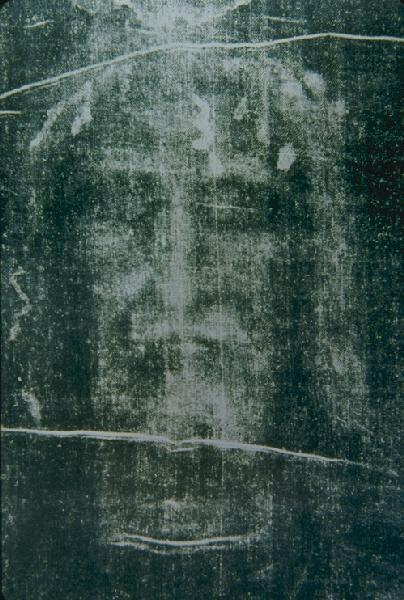
Négatif du visage du linceul de Turin (1898).

Saint-Suaire est le nom donné par les catholiques au linceul de Jésus de Nazareth. De nombreux linges assimilés à cet événement de la Passion sont devenus l'objet d'une dévotion particulière. L'Église catholique reconnait ces reliques comme des icônes et non comme des traces authentiquement historiques de l'existence de Jésus.
Il peut désigner le linge ayant recouvert son visage (la Sainte-Face) et le linceul ayant servi à envelopper son corps après sa mort. Toutefois, le terme « Saint-Suaire » désigne plus généralement la pièce de tissu exposée à Turin.

## Définitions

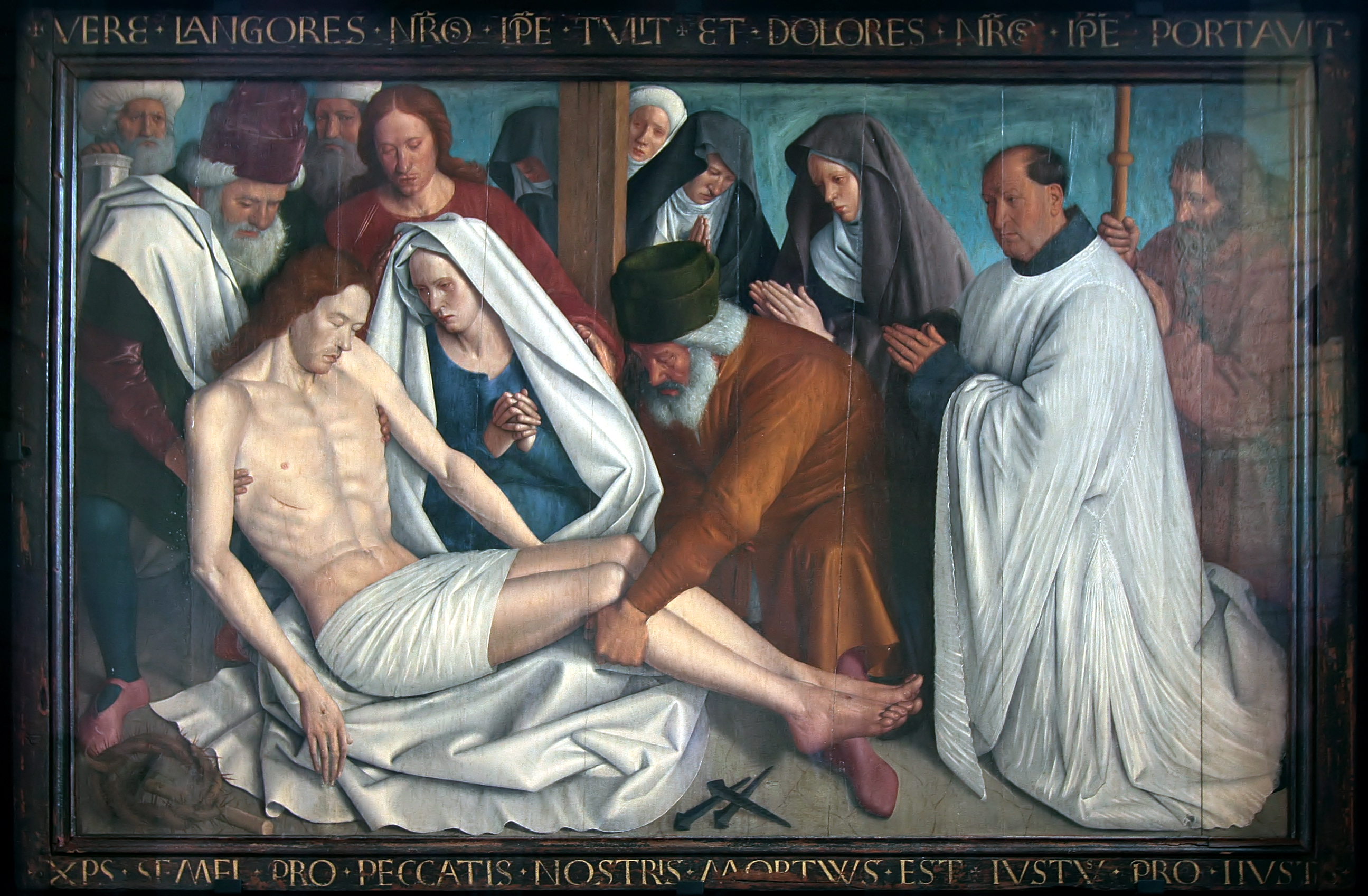
Dans la Pietà de Nouans, le « Saint-Suaire » semble le même drap qui unit Jésus, Joseph d'Arimathie et le voile de Marie.

Le mot « suaire » est dérivé du latin sudarium (dérivé de sudare, suer) pour désigner un mouchoir servant à essuyer la sueur du visage. Ensuite, il désigne le linge qui recouvre le visage du défunt.
Dans l'Évangile selon Jean, le mot « suaire » désigne le « linge qui avait recouvert la tête [de Jésus] », mais l'expression « Saint-Suaire » désigne le linceul de Jésus formé de « bandelettes » avec lesquelles Joseph d'Arimathie et Nicodème enveloppent le corps de Jésus le soir de sa crucifixion.

## Désignations dans le Nouveau Testament
Les évangiles présentent Joseph d'Arimathie comme celui ayant enveloppé Jésus avec des pièces de tissus qui lui servent de linceul (sindon en grec).
On donne ci-dessous les verbes employés dans la Traduction œcuménique de la Bible (TOB, 1975) et la Bible de Jérusalem (1956) :
- Matthieu, 27 57-60 : envelopper, rouler,
- Marc, 15 42-46 : enrouler, envelopper,
- Luc, 23 50-54 : envelopper, rouler,
- Jean ,19 38-42 : entourer, lier.

Quant aux pièces de tissus enveloppant le corps, les traductions en français diffèrent sur ce terme. La TOB et la traduction Crampon parlent de « bandelettes », la Bible de Jérusalem parle, elle, de « linges », et celle de Louis Segond, de « bandes ».
Les termes grecs figurant dans l'évangile de Jean étant ceux d’othonia, qui désigne de petits morceaux de tissu, et de soudorion, suaire (destiné à absorber la sueur du visage). Bien qu'il soit précisé que Jésus a été enveloppé d'étoffes, « selon la coutume funéraire juive », la pratique des bandelettes n'existe pas dans les rites funéraires du judaïsme.
Selon l'Évangile, quand Jésus ressuscite, seul le linceul est retrouvé à sa place dans le tombeau.

## Liste des reliques associées au Saint-Suaire
C'est à partir du VIe siècle que des reliques apparentées au linceul ou au suaire de Jésus de Nazareth sont attestées.

### Mandylion d'Édesse
La première mention connue de l'image d'Édesse figure dans la Doctrine d'Addaï, composée au Ve siècle. Ce récit, raconte comment le scribe royal Ananias, fit un portrait de Jésus « avec des couleurs choisies, et le rapporta au roi Abgar, son maître. » À la fin du VIe siècle, Évagre le Scholastique fait état d'une version ultérieure de la légende, Ananias ne parvenant pas à fixer l'image de Jésus, celui-ci se serait appliqué un linge sur le visage et son image y aurait miraculeusement été imprimée.
La relique aurait été achetée en 944 et conservée par l'empereur de Constantinople jusqu'à la quatrième croisade de 1204. Un an plus tôt, en 1203, le chevalier croisé Robert de Clari, affirme dans une de ses chroniques l'avoir vue à Constantinople. Puis, l'étoffe sera rapportée à Paris par Louis IX et conservée à la Sainte-Chapelle, aux côtés d'autres reliques attribuées à Jésus de Nazareth, avant d'être détruite à la Révolution française.
Pourtant, au XXe siècle, l'écrivain anglais controversé Ian Wilson (en) pense qu'il n'est autre que le linceul de Turin.

### La Sainte-Face
Selon une légende, une chrétienne de Jérusalem, Véronique, aurait essuyé le visage de Jésus avec le voile qu'elle portait sur la tête et sur lequel se serait imprimé le visage de Jésus. Plusieurs églises prétendent détenir ce voile de Véronique, nommé Sainte-Face, notamment en Italie (à Rome, à Milan) et en Espagne (à Jaén).

### Suaire de Turin
Le suaire de Turin, actuellement le plus connu, serait une icône de Jésus en réalité datée du Moyen-Âge.

### Suaire de Compiègne
Le Saint-Suaire de Compiègne proviendrait d'Aix-la-Chapelle ; il s'agirait d'une relique acquise par Charlemagne et donnée en 877 à la collégiale Saint-Corneille nouvellement fondée par Charles le Chauve. Les premiers documents attestant de son existence datent cependant du XIe siècle et d'un diplôme du roi de France Philippe Ier. Tout au long du Moyen Âge, le suaire rencontre un culte important, notamment pendant la « foire de Mi-Karême »  à l'occasion de laquelle il était montré.
Il disparaît à la Révolution française, probablement lors des destructions commises à Saint-Corneille, le 10 août 1793,.

### Suaire de Besançon

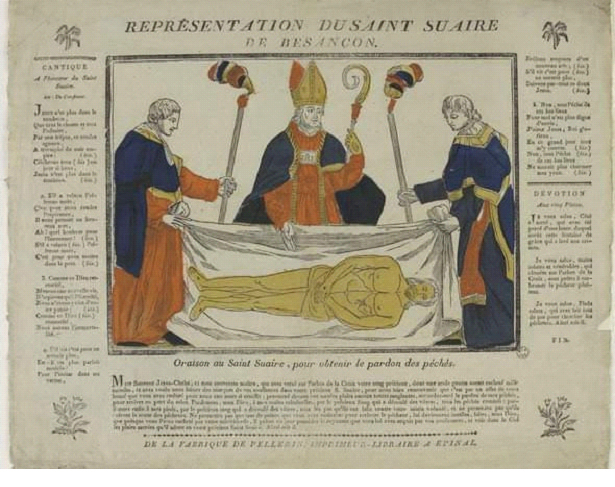
Ostension du Saint-Suaire de Besançon, estampe de Jean-Charles Pellerin.

Un Saint-Suaire apparaît à Besançon en 1523, portant l'empreinte du corps du Christ mort. Dans les registres de la cathédrale Saint-Etienne, les chanoines évoquent d'abord une image utilisée dans le cadre d'une mystère de la Passion, puis une relique. En raison de l'absence de sources le décrivant avant cette date, de sa ressemblance avec le Saint-Suaire qui connaît à la même époque un grand succès à Chambéry et fait l'objet de plusieurs reproductions, il pourrait s'agir d'une de ces copies produites dans les décennies 1510 et 1520. Certains auteurs soutiennent que ce suaire se serait trouvé en Franche-Comté dès le XVe siècle, en lien avec le suaire de Lirey qui y est alors renseigné ; aucun document de première main ne l'atteste cependant. Selon la légende, c'est Théodose II qui aurait fait don en 445, à Célidoine archevêque de Besançon, du Saint-Suaire.
À partir de 1523, le saint suaire est présenté chaque année au public le jour de Pâques et celui de l'Ascension ou le dimanche suivant. Chaque ostension attire jusqu'à 30 000 pèlerins. Pendant un épisode de peste, en 1544, un plan de la ville est offert à la relique et une« confrérie du Saint-Suaire » est créée. Les deux ostensions annuelles sont l'occasion de grandes festivités et d'un pèlerinage lucratif. Le suaire fait l'objet d'une très importante vénération au XVIIe siècle, période d'invasions (guerre de Dix Ans) et d'épidémies de peste. On donne à la relique des pouvoirs de protection et guérison, notamment pour les malades des yeux. Les archives ecclésiastiques conservent la trace des miracles constatés.

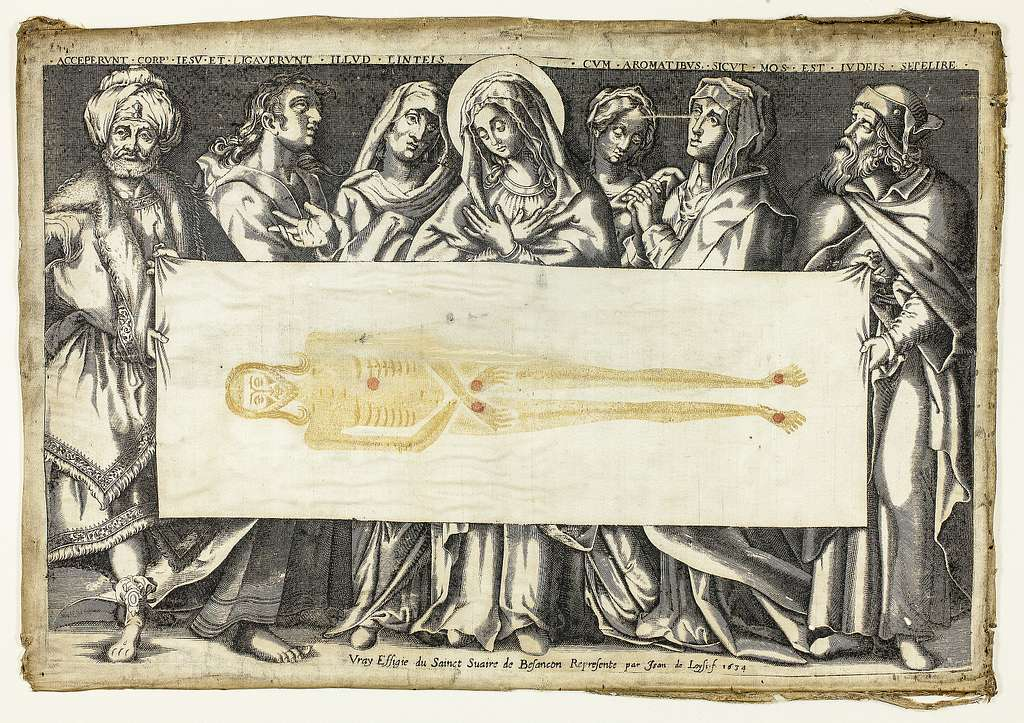
Le Saint-Suaire de Besançon. Gravure de Jean de Loisy, 1634.

En dehors des ostensions, le suaire est conservé depuis 1528 dans le tabernacle dont — trois religieux possédaient les clés — d'une chapelle de la cathédrale puis, après la première conquête française, il est transféré en 1669 dans l'abside orientale de la cathédrale Saint-Jean dite abside du Saint-Suaire.
En février 1729, le clocher de la cathédrale Saint-Jean s'effondre, causant la destruction d'une partie de l'édifice dont l'abside du Saint-Suaire. Jean-Pierre Galezot est chargé de la reconstruction du clocher et de l'abside. Le suaire est alors placé en sécurité à l'arrière de l'autel dans plusieurs coffres dont cinq ecclésiastiques détiennent les différentes clés. Le clocher reconstruit comporte quatre balcons par lesquels on présente successivement la relique à la foule.
La Révolution française met un frein à cette extraordinaire dévotion. En 1794, le suaire, expédié à Paris, est exhibé en séance à la Convention nationale. Le procès-verbal du cinq prairial an II est rédigé ainsi: « on nous envoie non seulement ce linge ouvragé et d'un travail moderne, mais encore le poncif -moule découpé- qui servait  chaque année à y renouveler l'empreinte dont on admirait la conservation miraculeuse...». Face à cette duperie manifeste, les révolutionnaires réfutent l'origine antique du linceul et ordonnent sa destruction, prévoyant de le brûler ou le transformer en charpie pour les hôpitaux de Paris. Bien que la trace de ce linceul soit perdue pour cette époque, son culte dure encore durant tout le XIXe siècle.
N'ayant que des représentations imprécises de ce second suaire, il n'est pas possible de confirmer s'il présentait ou non des traces sanglantes. On sait seulement que c'était une pièce de lin de 8 pieds sur 4 (2,6 m sur 1,3 m) sur laquelle la face avant corps allongé ressortait en jaune pâle. Il ne comportait donc pas deux images recto-verso « tête-bêche » comme sur le suaire de Turin. On conserve quelques gravures et des broderies figurant le saint Suaire parmi les nombreuses images produites en marge du culte du saint Suaire aux XVIIe et XVIIIe siècles,, ainsi qu'une peinture du suaire de Besançon par Claude Bruley dans l'église de Château-Chalon.

### Suaire de Cadouin

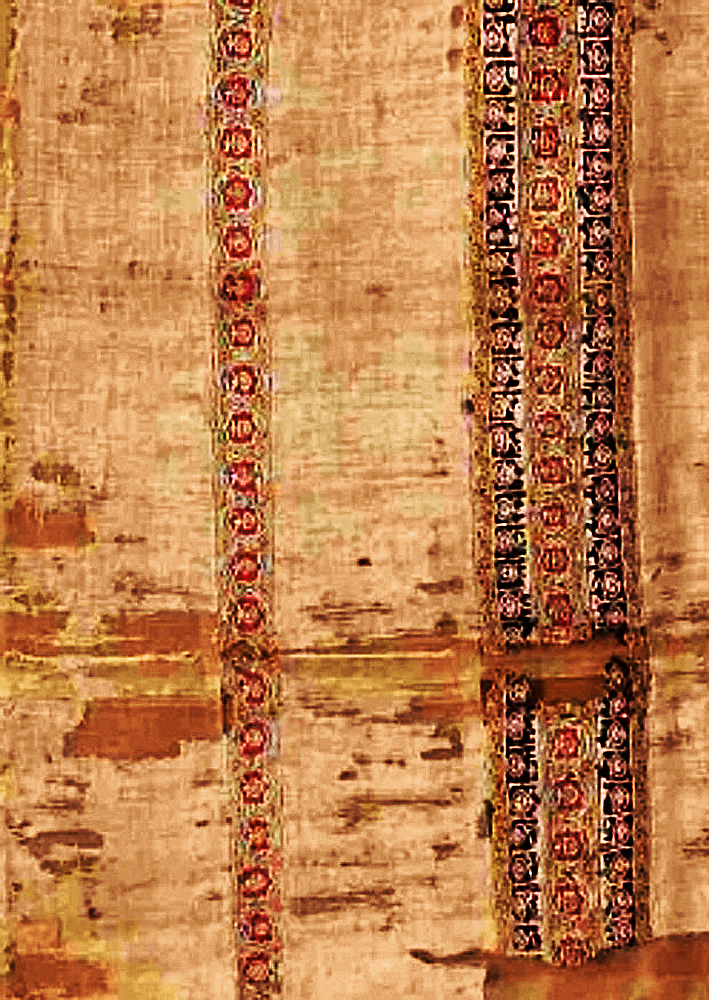
Saint-Suaire de Cadouin, en réalité voile de la période fatimide, tissé en Égypte sous le règne du calife Al-Mustalî (1094 -1101).

L'abbaye de Cadouin est un monastère cistercien établi en Périgord au début du XIIe siècle.
L'origine du suaire de Cadouin est mal définie. D'un côté, les documents (chartes, actes officiels) concernant l'abbaye de Cadouin ne le mentionnent pas tout au long du XIIe siècle, et même en 1201, il est ignoré. Ce n'est qu'en 1214 qu'un acte de Simon IV de Montfort, favorable à l'abbaye, le mentionne.
D'un autre côté, les histoires produites au cours du XIIIe siècle par les moines de l'abbaye le relient à une série de légendes anciennes, et avancent qu'il aurait été en possession de l'abbaye dès le début du XIe siècle.
Quoi qu'il en soit, le Saint-Suaire attire rapidement une foule de pèlerins en route vers Saint-Jacques-de-Compostelle et fait la prospérité du monastère. C'est la raison pour laquelle, en 1392, devant les troubles de la guerre de Cent Ans, l'abbé Bertrand de Moulins (1392-1414) le fait transporter à Toulouse afin d'assurer sa protection. La renommée du Saint-Suaire est telle que vers la Pentecôte 1399, le roi fou Charles VI donne l'ordre au connétable Louis de Sancerre, alors à Toulouse, de le lui apporter à Paris. Cependant, la guerre finissant, les moines de Cadouin désirent reprendre leur relique, mais les Toulousains refusent, voulant bénéficier de son prestige. En 1455, de jeunes moines de Cadouin, sous le prétexte de l'étudier, le subtilisent grâce à de fausses clés, et s'enfuient en l’emportant. Le suaire est déposé à l'abbaye d'Aubazine en Limousin, pour le mettre à l'abri des réactions toulousaines.
Ce fut ensuite Obazine[Qui ?] qui refusa de restituer la relique. Les procès furent conclus par un arbitrage de Louis XI datant de 1482, qui rendit la relique à Cadouin et lui attribua une soulte de 4 000 livres tournois en sus. Il se fait apporter ensuite le Saint-Suaire à Poitiers.
Le pèlerinage reprit alors, avant de décliner avec les guerres de Religion. En 1644, Jean de Lingendes fait publier un livre retraçant l'histoire de la relique et atteste son authenticité, mise en doute par les protestants, ce qui relance le pèlerinage, comme le montre celui des Pénitents Bleus de Saint-Jérôme de Sarlat, qui prient devant la relique pour l'apaisement de la Fronde en 1651.
En 1789, le Saint-Suaire échappe de peu à l'incendie des archives de l'abbaye, sauvé par le maire M. Bureau, qui le dissimule jusqu'à l'ostension du 8 septembre 1797. Un nouveau pèlerinage reprend de l'importance après 1866.
Des doutes sont émis sur son authenticité dès 1901 et une expertise linguistique menée en 1933 à l'initiative du révérend père S.J. Francez avec l'aide de l'orientaliste G. Wiett, directeur du musée arabe du Caire, prouve qu'il s'agit d'un faux. L'inscription, brodée sur la trame du tissu, dit en effet : « Mahomet est l'envoyé d'Allah ; Ali est l'ami d'Allah ; que la bénédiction divine soit sur eux deux et sur leurs familles. » Malgré les états de service du suaire incluant de nombreux miracles avérés dès son séjour toulousain, y compris plus de 60 résurrections, le pèlerinage est immédiatement interrompu par l'évêque de Périgueux et de Sarlat. S.J. Francez publie ses travaux en 1935.
L’expertise montre en outre que le tissage est orné de bandes de tapisserie de soie insérées, portant des inscriptions en caractères coufiques, reprenant notamment la proclamation musulmane solennelle « Bismillâh Ar-Raḥmân Ar-Raḥîm… », qui apparaît au début de chaque sourate du Coran. L'inscription fait ensuite allusion à Al-Musta'li, calife en Égypte de 1095 à 1101, et à Al-Afdhal Abu-l-Qâsim Shahanshah, qui fut son vizir de 1094 à 1121. Ces éléments permettent de situer le tissage du linge entre le début du règne de Musta'li et la prise de Jérusalem par les Croisés en 1098. Ces inscriptions de l'époque fatimide en font un exemplaire unique de tissu de cette époque,,.

### Suaire de Lierre
La paroisse Saint-Gommaire de Lierre (Lier), près d'Anvers, en Belgique, possède une reproduction sur toile, au format 1/3 du linceul de Turin. Cette copie, datée de 1516, a peut-être été réalisée pour Marguerite d'Autriche.

### Suaire d'Oviedo
Le Saint-Suaire d'Oviedo est une toile de lin de 83 sur 53 centimètres. Selon la tradition, le suaire d'Oviedo aurait d'abord été conservé à Jérusalem. Il aurait quitté cette ville au début du VIIe siècle en 614 au moment où les Perses envahissent la Palestine. Le Suaire serait arrivé en Espagne après un périple par l'Afrique du Nord et aurait atteint Oviedo en devançant l'avancée des musulmans.
Aujourd'hui le Suaire est gardé dans la Cámara Santa de la cathédrale d'Oviedo en Espagne et conservé dans une châsse de chêne recouverte d'argent, l'Arca Santa. Il n'est exposé à la dévotion des fidèles que le Vendredi saint et dans l'Octave de la fête de la Sainte-Croix.